# Kościeniewo

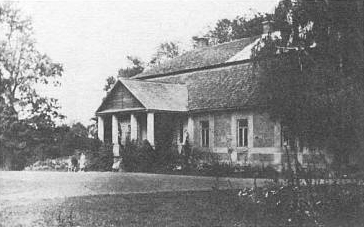
Dwór przed 1939 rokiem

Kościeniewo (biał. Касцянева; ros. Костенево) – wieś na Białorusi, w rejonie szczuczyńskim obwodu grodzieńskiego, około 14 km na północny wschód od Szczuczyna.

## Historia
Najstarszymi znanymi właścicielami Kościeniewa była rodzina Aleksandrowiczów herbu Kosy. W XVIII wieku N. Aleksandrowiczówna wniosła ten majątek w posagu Ignacemu Kostrowickiemu. Od tego momentu aż do 1939 roku Kościeniewo należało do rodziny Kostrowickich. Byli to: syn Ignacego Samuel (1788–1859), syn Samuela Lucjan (1816–1867), syn Lucjana Marcin (1855–1905), starszy syn Marcina Stanisław (1881–1918), młodszy brat Stanisława Lucjan (1889–?) – ostatni właściciel majątku. W 1914 roku majątek Kostrowickich składał się z 4 folwarków i prawie 3000 hektarów ziemi i lasu.
Po III rozbiorze Polski w 1795 roku Kościeniewo, wcześniej należące do powiatu lidzkiego województwa wileńskiego Rzeczypospolitej, znalazło się na terenie ujezdu lidzkiego guberni wileńskiej Imperium Rosyjskiego. Po ustabilizowaniu się granicy polsko-radzieckiej w 1921 roku wróciło do Polski, znalazło się w gminie Wasiliszki w powiecie lidzkim województwa nowogródzkiego. 29 maja 1929 roku gmina weszła w skład nowo utworzonego powiatu szczuczyńskiego w tymże województwie. Od 1945 roku – w ZSRR, od 1991 roku – na terenie Republiki Białorusi.
Na południowo-wschodnim krańcu wsi, nad brzegiem rzeczki Kościeniówki znajduje się grodzisko o kolistym kształcie średnicy około 70 m otoczone wałem ziemnym o wysokości około 2 m i szerokości 14–16 m. Znaleziono tu artefakty pochodzące z XI–XVI wieku, m.in. kości ludzkie, ceramikę i wyroby żelazne.
Liczba ludności Kościeniewa kształtowała się następująco:
- 1863 – 68 osób, z czego 58 katolików, 7 starozakonnych i 3 prawosławnych[4]
- 1921 – 306, z czego 286 we wsi i 20 w folwarku[10]
- 2009 – 113[11].

## Dwór
Około 1300 m w prostej linii na południe od centrum wsi znajduje się ruina resztek dawnej siedziby majątku Kostrowickich. Najstarszy, prawdopodobnie piętrowy, modrzewiowy dwór albo pałac Aleksandrowiczów stał tu jeszcze w XVII wieku, spłonął w czasie wojen szwedzkich. Kostrowiccy przez ponad 100 lat mieszkali w pobliskiej Papierni i dopiero po jej sprzedaży zaadaptowali dotychczasową murowaną oficynę z końca XVIII wieku na ich główny dom. Ruina części tego budynku zachowała się do dziś (prawdopodobnie w XX wieku był remontowany, ale skrócono go o trzy osie). Dom ten był zbudowany na planie bardzo szerokiego prostokąta o długości 24 m, parterowy, z tym, że wskutek znacznego nachylenia terenu, w jednej ze ścian bocznych był kiedyś wjazd do szerokiego korytarza piwnicznego, z drugiej strony natomiast było wejście do pomieszczeń parterowych. Cały dom był podpiwniczony wysokimi piwnicami o sklepieniach beczkowych albo łukowych, wykraczających poza obręb budynku, w stronę starego pałacu. Część piwnic miała nawet dwie kondygnacje. Parter był na dwóch poziomach: pomieszczenia ogrodowe miały podłogi o około 1 m niżej niż te od strony podjazdu. Pokoje w amfiladzie ogrodowej miały do 4,5 metra wysokości. Ściany miały grubość do 1 m, a w nich były przewody rozprowadzające ciepłe powietrze, z pieca w piwnicy, którym ogrzewano dom. Dwór od co najmniej końca XIX wieku był przykryty łamanym dachem czterospadowym. Na osi od strony podjazdu był ganek z czterema filarami podtrzymującymi trójkątny szczyt, od strony ogrodu był taras, a od strony dwóch krótszych elewacji – dwa mniejsze ganki.
Do I wojny światowej dom był bardzo bogato wyposażony. Meble sprowadzono z Wiednia, na ścianach wisiały zabytkowe zegary, do stołu podawano na porcelanowych i fajansowych serwisach angielskich z początku XVIII wieku. Na ścianach wisiała kolekcja cennych obrazów.

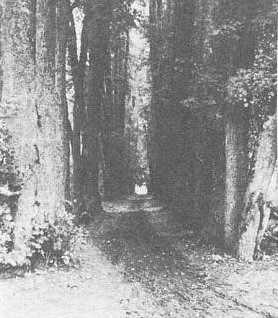
Aleja lipowa

Nie zachował się stojący obok tzw. „biały domek”, który miał charakter typowego klasycystycznego dworku. Był on zbudowany prawdopodobnie pod koniec XVIII wieku. Był dziesięcioosiowy, parterowy. Przed umieszczonym niesymetrycznie głównym wejściem był portyk, którego 4 kolumny podtrzymywały półbeczkowaty dach. Dom był przykryty czterospadowym dachem gontowym. Był to dom rządcy majątku.
Wśród nielicznych zachowanych do dziś elementów ostały się również resztki bramy wjazdowej do dworu. Stała ona kiedyś u wylotu długiej alei kasztanowej. Część tutejszego parku mieściła się przed domem. Był tu wielki kolisty gazon. Obok bramy były szklarnie z inspektami. Większa część parku i ogrodu była za domem. Główną jej ozdobą była prawie kilometrowa aleja lipowa z ogromnymi drzewami, o wysokości do 50 m, tworzącymi tunel nad traktem. Wiek niektórych lip oceniano na początku XX wieku na 340 lat. Po jednej stronie alei był sad owocowy, po drugiej park spacerowy, przechodzący stopniowo w las.
Większość wyposażenia dworu została utracona w czasie I wojny światowej, reszta – w czasie II wojny światowej. Dom był wykorzystywany do lat. 80. XX wieku, m.in. na studenckie letnie obozy pracy. Dziś jest ruiną, poza bramą zachowały się również fundamenty kilku zabudowań gospodarczych.
Majątek Kościeniewo został opisany w 4. tomie Dziejów rezydencji na dawnych kresach Rzeczypospolitej Romana Aftanazego.